# Frankenweenie (film 2012)
Frankenweenie – amerykański, czarno-biały film animowany w reżyserii Tima Burtona, długometrażowa adaptacja filmu krótkometrażowego Burtona z 1984 roku, którego premierę zaplanowano na 2012 rok. Film zrealizowano w wersji 3D przy użyciu techniki animacji poklatkowej. Jest jednocześnie parodią i hołdem złożonym powieści Mary Shelley pt. Frankenstein.
W październiku 2011 roku pojawiły się pierwsze fotosy z filmu Premiera filmu w Stanach Zjednoczonych odbyła się 5 października 2012.

## Opis fabuły
Kiedy pies Sparky zostaje potrącony przez samochód, jego właściciel, Victor, postanawia przywrócić go do życia. Eksperyment się udaje i ożywione zwierzę pomimo swego wyglądu, nadal jest psiakiem, którego kochał. Chłopak stara się utrzymać sekret ożywiania zwierząt w tajemnicy, lecz mu się nie udaje, co ma groźne konsekwencje.

## Obsada
- Charlie Tahan jako Victor Frankenstein
- Winona Ryder jako Elsa van Helsing[4]
- Catherine O’Hara jako Susan Frankenstein / Edgar / nauczycielka wychowania fizycznego / Pani Epstien / dziwna dziewczynka[4]
- Martin Short jako Pan Walsh / Toshiaki / Pan Bergermeister / Bob / Pan Curtis[4]
- Conchata Ferrell jako mama Boba[4]
- Tom Kenny jako Komendant Straży Pożarnej / żołnierz / mieszkaniec miasta[4]
- Martin Landau jako Rzykruski[4]
- Atticus Shaffer jako Edgar[4]